# Принц Оранский

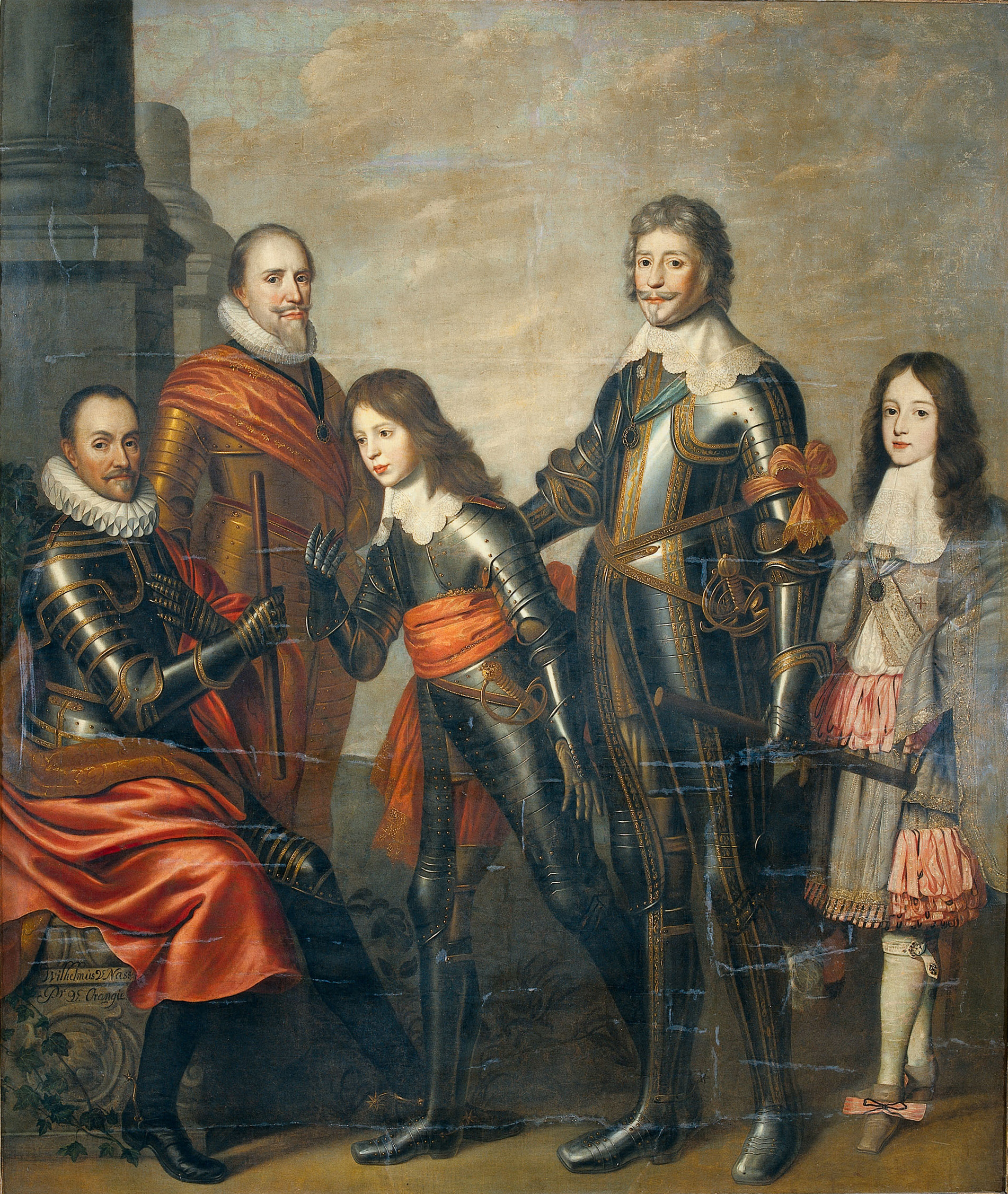
Четыре поколения принцев Оранских: Вильгельм I, Мориц Оранский и Фредерик Хендрик, Вильгельм II, Вильгельм III

Принц Оранский (нидерл. Prins van Oranje-Nassau) — титул, имевший в истории Нидерландов различные значения. В настоящее время является титулом наследника престола. Действующим носителем титула является наследная принцесса Нидерландов Катарина-Амалия, принцесса Оранская, старшая дочь короля Виллема-Александра.
Первоначально это наследственный титул монарха суверенного княжества Оранж (Орания) на юге Франции, который вернее переводить как «князь», чем «принц». С XVI века дилленбургская ветвь Нассауского дома, к которому перешло владение Оранжем, играла ключевую роль в нидерландской политике. Наиболее знаменит принц Вильгельм I Оранский по прозвищу «Молчаливый», один из лидеров Нидерландской революции и Реформации XVI века.

Герб Княжества Оранж

Потомки Вильгельма традиционно избирались на пост статхаудера Соединённых провинций. Принц Вильгельм III Оранский, правивший Нидерландами с 1672 года, в 1689 году стал также королём Англии и Шотландии. После смерти бездетного Вильгельма сразу несколько его дальних родственников заявили свои права на владение Оранжем: так, главы прусского дома Гогенцоллернов до сих пор носят этот титул как один из второстепенных.
По итогам Наполеоновских войн и Венского конгресса (1815) Нидерланды стали независимой монархией, а принцы Оранские превратились в правящую Оранскую династию этого королевства. С того времени титул принца употребляется, как это часто бывает в монархическом доме, как титул престолонаследника; если наследница — женщина, она тоже носит титул принцессы Оранской в своем праве (в отличие, например, от Великобритании, где женщина-наследница не титулуется принцессой Уэльской: этот титул носит только супруга принца Уэльского).